# Karangrejo (Grobogan)
Karangrejo is een bestuurslaag in het regentschap Grobogan van de provincie Midden-Java, Indonesië. Karangrejo telt 5631 inwoners (volkstelling 2010).